# 房啟
房启（?—?），唐朝河南府河南县人。房琯之孙，御史中丞房宗偃之子。
以恩荫补凤翔参军事，京兆尹李实讨厌万年县令李众，诬奏将他贬为虔州司马，以亲信虞部员外郎房启代为万年县令。房启依附王叔文。王伾主往来传授；王叔文主决断；韦执谊专管文诰；刘禹锡、陈谏、韩晔、韩泰、柳宗元、房启、凌准等谋议唱和，采听外事。贞元二十一年（805年）五月，以万年县令房启为容管经略招讨使。王叔文暗中许以荆南节度使。房启至荆湖，留下不肯走，王叔文与韦执谊有争执，不没有任命。皇太子李纯监国，房启害怕了，到容州就任。共九年，元和八年（813年）四月，以邕管经略使房启为桂管观察使。房启属下以贿赂请吏部快马来送诏书，唐宪宗派宦官持诏赐房启，房启害怕宦官求重赏，于是说：“先五天已得诏书。”宦官看到，告诉了皇帝。宪宗大怒，杖责吏部令史，罚郎官，七月，新授桂管观察使房启降为太仆少卿。房启陈奏献给宦官南方奴隶十五人，宪宗杀宦官，贬房启为虔州长史，不久死去。皇帝下诏岭南五管、福建、黔中道不得以人口馈送、交易，罢免腊口等使。